# Liste der Wappen im Landkreis Lüchow-Dannenberg
Diese Liste beinhaltet alle in der Wikipedia gelisteten Wappen des Landkreises Lüchow-Dannenberg (Niedersachsen).

## Landkreis Lüchow-Dannenberg

Wappen des Landkreises Lüchow-Dannenberg (Details)
Lage des Landkreises Lüchow-Dannenberg in Niedersachsen

### Samtgemeindewappen

Samtgemeinde Elbtalaue
Samtgemeinde Gartow (führt das Wappen der Gemeinde Gartow)
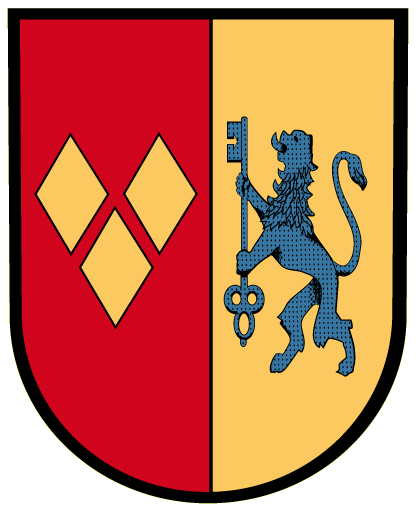
Samtgemeinde Lüchow (Wendland)

### Wappen der Städte und Gemeinden
Folgende Gemeinden führen kein Wappen:
| - Damnatz - Gusborn - Jameln - Karwitz - Küsten | - Langendorf - Lübbow - Trebel - Waddeweitz - Zernien |

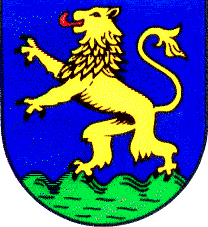
Flecken Bergen an der Dumme
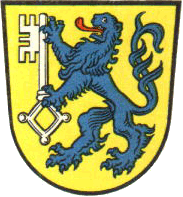
Flecken Clenze
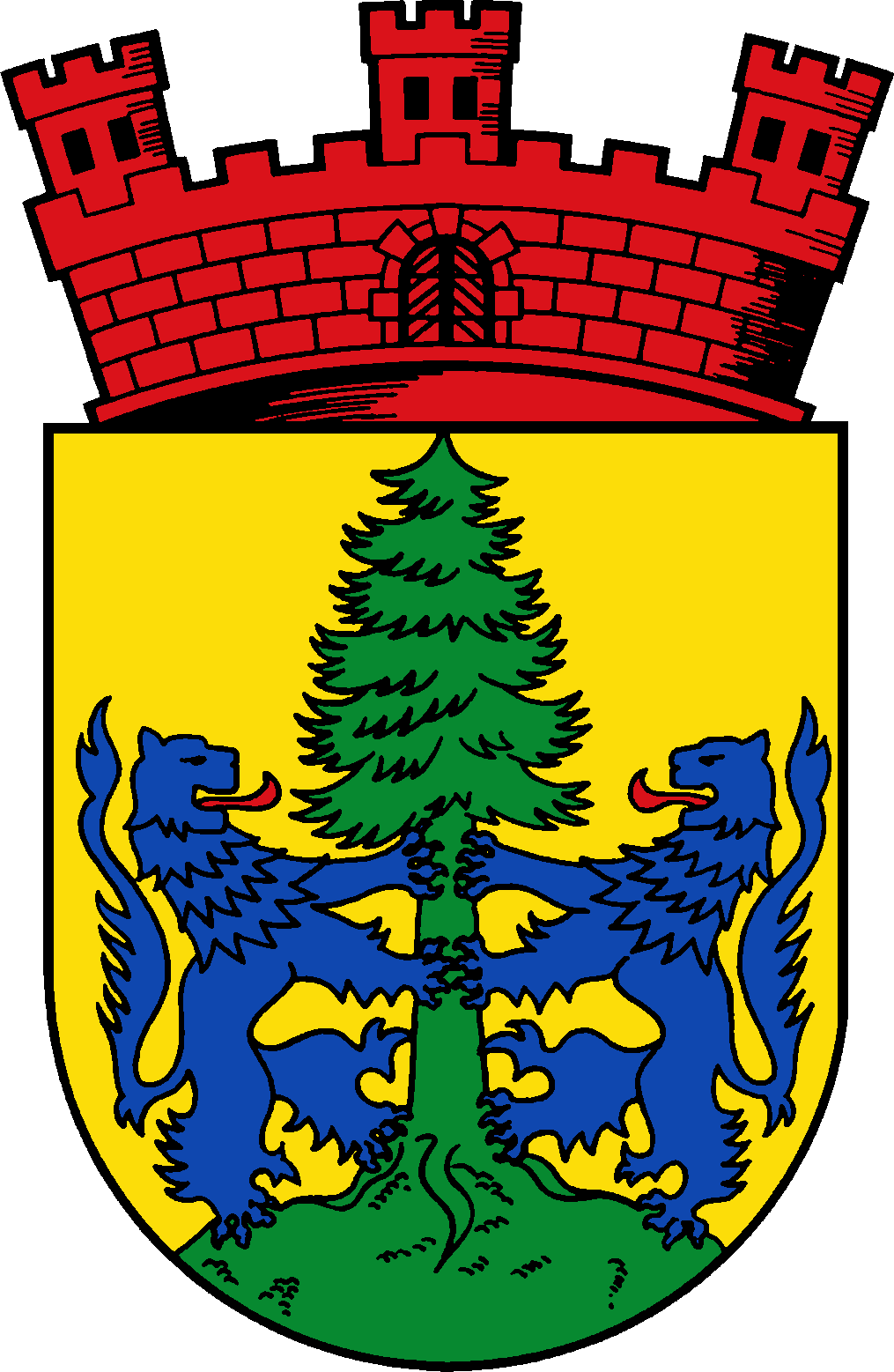
Stadt Dannenberg (Elbe)
Flecken Gartow
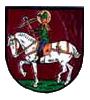
Gemeinde Göhrde
Gemeinde Gorleben
Stadt Hitzacker (Elbe)
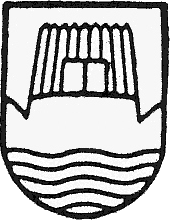
Gemeinde Höhbeck
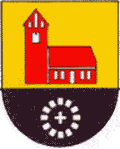
Gemeinde Lemgow (Details)
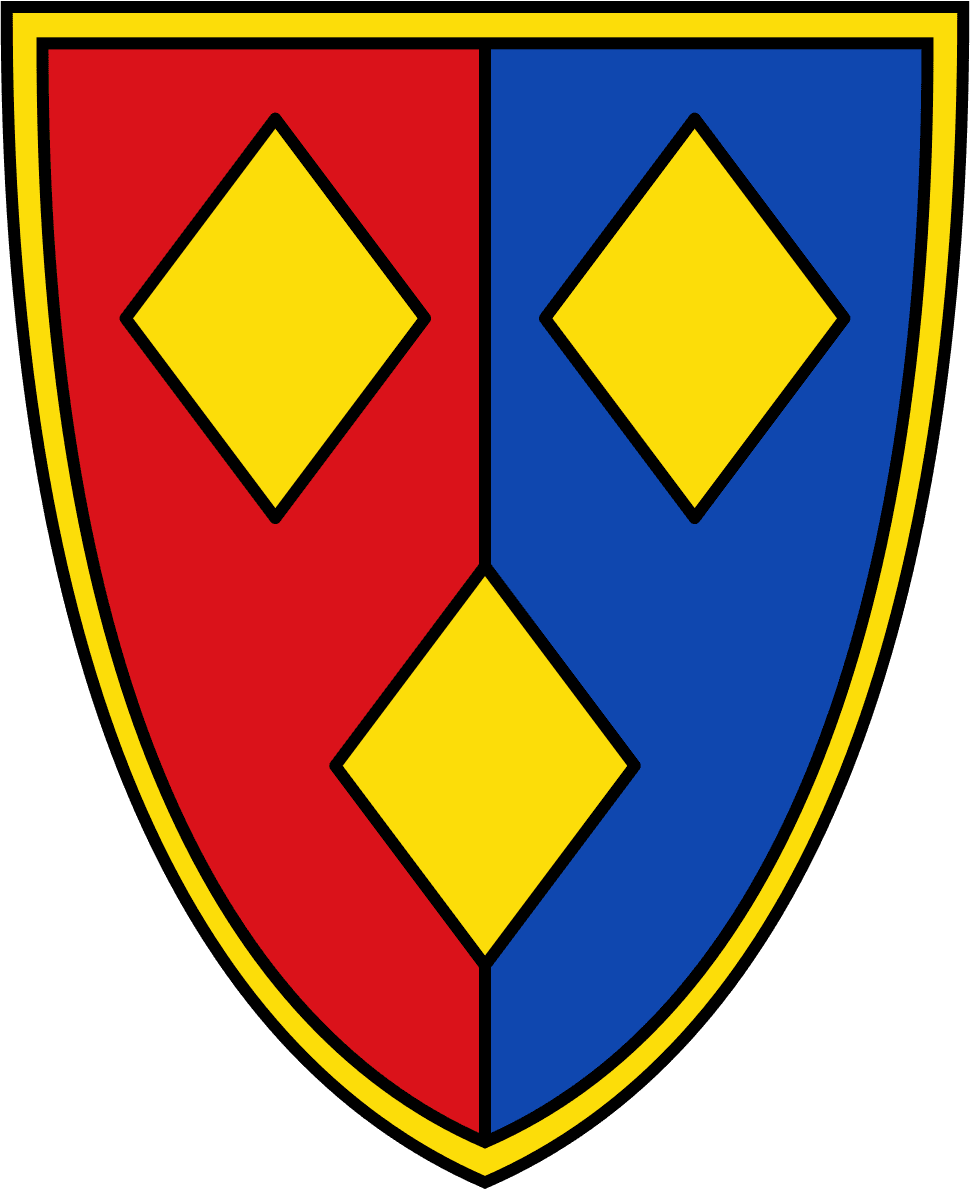
Stadt Lüchow (Wendland)
Gemeinde Luckau (Wendland)
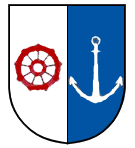
Gemeinde Neu Darchau
Gemeinde Prezelle
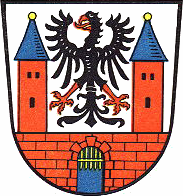
Stadt Schnackenburg
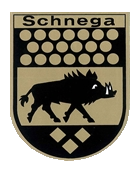
Gemeinde Schnega
Gemeinde Woltersdorf
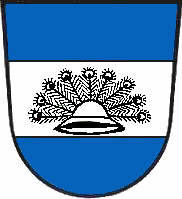
Stadt Wustrow

### Wappen ehemaliger Samtgemeinden

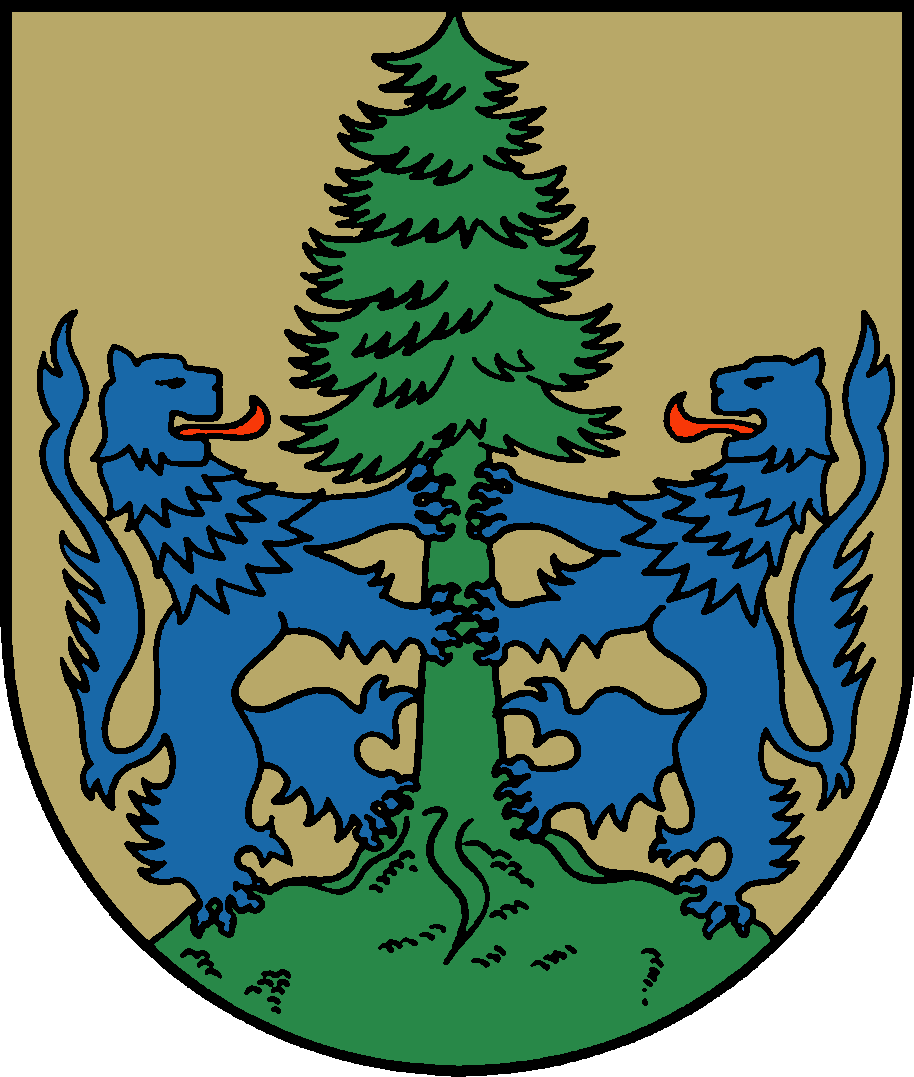
Samtgemeinde Dannenberg (Elbe)
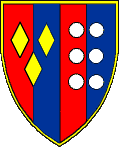
Samtgemeinde Lüchow